# Сам Хюсън
Сам Хюсън (на английски: Sam Hewson) e английски футболист, полузащитник.
Роден е в Болтън, Англия. Включва се в школата на Болтън на 8-годишна възраст, а на 10 години е привлечен в младежката формация на Манчестър Юнайтед. Все още няма изигран мач за Юнайтед.